# Friedrichshafen FF 53
Die Friedrichshafen FF 53 war ein deutsches im Ersten Weltkrieg vom Flugzeugbau Friedrichshafen entwickeltes und mit Schwimmern ausgestattetes Torpedoflugzeug.

## Entwicklung
Die FF 53 war nach der FF 35 und FF 41 der dritte von Friedrichshafen projektierte Torpedobomber. Während erstere ein Prototyp blieb, wurde letztere in einer kleinen Serie gebaut, erwies sich im Einsatz aber als zu leistungsschwach. Im Juni 1917 wurde bei dem Unternehmen deshalb eine Bestellung für ein verbessertes Nachfolgemodell in Auftrag gegeben. Chefkonstrukteur Theodor Kober nahm die FF 41 als Grundlage für eine vergrößerte Konstruktion, orientierte sich bei der Ausführung aber auch an den zweimotorigen Bombenflugzeugen G III und G IV. Das erste von drei Exemplaren flog am 30. Juli 1918 erstmals und wurde im folgenden Monat dem Seeflugzeug-Versuchskommando (SVK) in Warnemünde zur Erprobung übergeben und erhielt die Marinenummer 1663. Ob die anderen beiden FF 53, denen die Marinenummern 1664 und 1665 zugewiesen wurden, noch gebaut und beim SVK getestet wurden, kann nicht mit Bestimmtheit gesagt werden, da keine Dokumente dazu verfügbar sind. Zu diesem Zeitpunkt war vom Reichsmarineamt aber schon entschieden worden, die Torpedoflugzeuge als Ersatz für die aufgrund gestiegener Abwehrmaßnahmen höchst gefährdeten und nicht mehr erfolgreich einsetzbaren Luftschiffe zur Seeaufklärung über der Nordsee zu nutzen. Die FF 53 wurde deshalb entsprechend umgerüstet. Höchstwahrscheinlich kam das Muster aber nicht mehr zum Einsatz.

## Technische Daten
| Kenngröße                       | Daten                                                           |
| ------------------------------- | --------------------------------------------------------------- |
| Besatzung                       | 3 (240 kg veranschlagt)                                         |
| Antrieb                         | zwei wassergekühlte Sechszylinder-Reihenmotoren                 |
| Typ                             | Mercedes D IVa                                                  |
| effektive Leistung Nennleistung | 267 PS (196 kW) bis zu 1300 m Höhe 260 PS (191 kW) bei 1450/min |

Weitere Daten sind nicht bekannt.